# Castello di Cormons
Das Castello di Cormons oder Castello di Monte Quarin, ein Name, der von dem Berg abgeleitet ist, auf dem es liegt, ist eine frühmittelalterliche Burgruine auf dem Gipfel des Monte Quarin in der Gemeinde Cormòns in der italienischen Region Friaul-Julisch Venetien.

## Geschichte
Die Burg wurde um das 7. Jahrhundert herum von den Langobarden errichtet, um der Invasion entgegenzutreten, die die Avaren um 610 versuchten.
Im 8. Jahrhundert ging die Burg in den Besitz des Patriarchats von Aquileia über und fiel nach einem langen Streit 1286 an die Grafschaft Görz. Nach seinem Tod am 12. April 1500 vererbte Leonhard von Görz Burg und Territorien von Cormòns an den Kaiser des Heiligen Römischen Reiches, Maximilian I. von Habsburg.
Man denkt, dass die Burg um 1600 herum aufgegeben wurde. Heute ist das Gebäude in einem schlechten Erhaltungszustand.